# یاسمین (خواننده، زاده ۱۳۱۳)
مهربانو (پروانه) سلامی با نام هنری یاسمین (زادهٔ ۲۳ بهمن ۱۳۱۳ در کازرون - درگذشتهٔ ۱۵ اسفند ۱۳۹۷ در تهران) خوانندهٔ اهل ایران بود.

## زندگی هنری
یاسمین با نام اصلی مهربانو (پروانه) سلامی در ۲۳ بهمن سال ۱۳۱۳ در کازرون متولد شد. او یکی از خوانندگان مطرح در دههٔ ۱۳۳۰ و اوایل دههٔ ۱۳۴۰ بود. وی نوهٔ صدرالسادات مجتهد کازرونی بود.
نخستین موسیقی‌دانی که صدای او را مورد توجه قرار داد، «جواد معروفی» بود. وی با ترانهٔ «آبشار» با آهنگسازی بزرگ لشگری و شعر رحیم معینی کرمانشاهی به شهرت رسید. او را تنها خواننده زن تاریخ موسیقی ایران در دههٔ ۳۰ می‌دانند که با رضایت پدر به عرصهٔ خوانندگی وارد شده بود.
ترانهٔ مشهور دیگر او «هر که دیدم یاری داره، من ندارم» از ساخته‌های رشید مرادی بود.
اکثر آثار او را بزرگ لشگری ساخته و ترانه‌های آن را ایرج جنتی عطایی، کریم فکور و هدایت‌الله نیرسینا سروده‌اند.
او ۲ بار ازدواج کرد. بار اول با حکم شعار که به نوعی با هنر سر و کار داشت و بار دوم با پرویز ایزدخواه، روزنامه‌نگار قدیمی که با مجلات سپید و سیاه و امید ایران همکاری داشت. حاصل این ازدواج یک دختر و یک پسر است. او در تهران زندگی می‌کرد.

## خوانندگی در فیلم‌ها
یاسمین در دوران فعالیتش در چند فیلم هم خوانندگی کرد، که عبارتند از:
- جلاد (۱۳۴۴)
- طلاق (۱۳۴۲)
- خداداد (۱۳۴۱)
- زن دشمن خطرناکیست (۱۳۴۱)
- ساحل دور نیست (۱۳۴۱)
- گل گمشده‌ (۱۳۴۱)
- دوقلوها (۱۳۳۸)

## درگذشت
یاسمین بیش از یک هفته در بیمارستان بستری و به کما رفته بود. او در ۱۵ اسفند ۱۳۹۷ در بیمارستان مهر تهران درگذشت.